# Wilhelm Hoffmann
Wilhelm Hoffmann (Leonberg, Württembergi Királyság, 1806. október 30. – Berlin, Német Császárság, 1873. augusztus 28.) német evangélikus lelkész.

## Élete
Előbb Württembergben viselt többféle egyházi hivatalt, 1839-től 1850-ig a baseli hittérítőket képző intézet felügyelője volt és egyszersmind 1843-tól az ottani egyetemen mint teológiai tanár is tartott előadásokat. Innen tanárul és a teológiai alapítvány ephorusául Tübingenbe, 1852-ben pedig udvari dómtemplomi lelkészül Berlinbe hivatott, ahol Hoffmannt egyik kitüntetés után a másik érte. 1853 után az evangélikus főegyháztanács tagjául és egyetem szuperintendenssé, majd az evangélikus főkormányzó tanács tagjául, 1855-ben brandenburgi kanonokká, 1871-ben első osztályú titkos tanácsosi ranggal első udvari lelkésszé neveztetett ki. 
Kedves, bizalmas embere volt úgy IV. Frigyes Vilmos királynak, mint I. Vilmos császárnak és a poroszországi protestáns egyház belső viszonyainak alakulására aligha gyakorolt valaki oly nagy befolyást, mint Hoffmann. Mint hittudós és író kevésbé jöhet számba, a hittérítés ügyére és történelmére vonatkozólag jelent meg tőle néhány dolgozat, számos egyházi beszéd, 1868-tól évkönyvet kezdett kiadni a következő cím alatt: Deutschland einst und jetzt im Lichte des Reichs Gottes, de ez hamar megszűnt.